# کیلمور، کیپ غربی
کیلمور، وسترن کپ (به لاتین: Kylemore) یک شهرک در آفریقای جنوبی است که در منطقهٔ استلنبوش واقع شده‌است.